# Phymaturus mallimaccii
Phymaturus mallimaccii es una especie de lagarto del género Phymaturus endémica de la Sierra de Famatina, La Rioja.

## Etimología
La especie está dedicada al Dr. Hugo S. Mallimacci, geólogo argentino, quien lo observó por primera vez.

## Características
Es un lagarto aplanado de tamaño grande, con pliegues en el cuello, cola con mucrones erizados que le dan un aspecto espinoso y coloración dorsal amarillenta o rojiza, con una fina pigmentación oscura.

## Distribución
Se conoce para la localidad típica, Cueva de Pérez y alrededores, entre los 3800m y 4200m de altitud, Sierra de Famatina, La Rioja, Argentina.

## Ecología
Es una especie saxícola, es decir que vive asociada a roquedales y se refugian en grietas. Como el resto de las especies de Phymaturus es vivípara y herbívora, alimentándose de flores de compuestas como Werneria e Hypochaeris que crecen en forma de cojín en la zona. Soporta grandes variaciones de temperatura, entre -14 °C al amanecer hasta 40 °C al mediodía en los meses de verano.

## Conservación
Esta especie está considerada como "Vulnerable" según la última categorización de la Asociación Herpetológica Argentina del año 2012, debido a que es un microendemismo muy marcado, posee una biología muy particular y se encuentra en bajas densidades en su locallidad típica. Para UICN también está considerada "Vulnerable" debido a su distribución geográfica restringida, por no hallarse al momento otra población más que la de la localidad típica, y porque existe un proyecto de megaminería a cielo abierto que afectaría directa o indirectamente a la población completa de esta especie.

## Taxonomía
Esta especie fue descripta por José Miguel Cei en el año 1980 a partir de siete ejemplares recolectados en la Sierra de Famatina bajo el nombre de Centrura mallimaccii. En la misma publicación se describió otra especie endémica de dicha sierra, Liolaemus famatinae.
Los ejemplares a partir de los cuales se describió la especie se encuentran depositados en el Museo Zoológico de Firenze, Italia (MZUF, Holotipo y cuatro Paratipos), y en la colección diagnóstica José Miguel Cei (JMC-DC, dos Paratipos).
|  |  |
|  |  |